# Deutsche Botschaft Zagreb
Die Deutsche Botschaft Zagreb ist die diplomatische Vertretung der Bundesrepublik Deutschland in der Republik Kroatien.

## Lage und Gebäude
Die Kanzlei der Botschaft befindet sich am westlichen Rand der Unterstadt, dem Zentrum der kroatischen Hauptstadt Zagreb. Die Straßenadresse lautet: Ulica grada Vukovara 64, 10000 Zagreb.
Die Kanzlei ist in einem modernen zweigeschossigen Gebäude untergebracht, in dem sich auch das Goethe-Institut Zagreb befindet.

## Auftrag und Organisation
Die Botschaft Zagreb hat den Auftrag, die deutsch-kroatischen Beziehungen zu pflegen, die deutschen Interessen gegenüber der Regierung von Kroatien zu vertreten und die Bundesregierung über Entwicklungen in Kroatien zu unterrichten.
In der Botschaft bestehen die Arbeitsbereiche Politik, Wirtschaft, Kultur und Presse. Es besteht ein Militärattachéstab, der von einem Oberstleutnant geleitet wird.
Das Referat für Rechts- und Konsularaufgaben der Botschaft bietet deutschen Staatsangehörigen konsularische Dienstleistungen und Hilfe in Notfällen an. Hierzu besteht ein telefonischer Rufbereitschaftsdienst täglich bis Mitternacht. Der konsularische Amtsbezirk der Botschaft umfasst ganz Kroatien. Die Visastelle erteilt Einreisegenehmigungen für kroatische Staatsangehörige und in Kroatien wohnhafte Bürger dritter Staaten.
Ein Honorarkonsul der Bundesrepublik Deutschland ist in Osijek bestellt und ansässig.

## Geschichte
Kroatien erklärte am 25. Juni 1991 seine Unabhängigkeit von der SFR Jugoslawien. Die Bundesrepublik Deutschland unterhielt bereits seit dem 20. Januar 1954 ein Konsulat in Zagreb, das am 12. Dezember 1967 zu einem Generalkonsulat aufgewertet wurde. Am 15. Januar 1992 erfolgte die Umwandlung in eine Botschaft.